# Martin Hašek (ur. 1969)
Martin Hašek (ur. 11 października 1969 w Pardubicach) – czeski piłkarz występujący na pozycji pomocnika. reprezentant Czech w latach 1996–2001, trener piłkarski.

## Kariera klubowa
Hašek treningi rozpoczął w RH Pardubice. Następnie grał w juniorach zespołu VCHZ Pardubice, a w 1987 roku został włączony do jego pierwszej drużyny, grającej w drugiej lidze czechosłowackiej. W 1990 roku przeszedł do pierwszoligowego Unionu Cheb. Spędził tam dwa sezony, a potem odszedł do Slovana Liberec. Od sezonu 1993/94 występował z nim w pierwszej lidze czeskiej. Barwy Slovana reprezentował łącznie przez pięć sezonów.
W 1997 roku Hašek został graczem innego pierwszoligowca, Sparty Praga. Czterokrotnie wywalczył z tym klubem mistrzostwo Czech (1997/98, 1998/99, 1999/00, 2000/01. Na początku 2002 roku przeszedł do Austrii Wiedeń. W Bundeslidze zadebiutował 1 maja 2002 w wygranym 4:1 meczu z SW Bregenz. W sezonie 2002/03 wraz z zespołem wywalczył mistrzostwo oraz Puchar Austrii.
W 2003 roku Hašek odszedł do SK Sturm Graz, gdzie występował w sezonie 2003/04. W 2004 roku został zawodnikiem rosyjskiego Dynama Moskwa. W Priemjer-Lidze zadebiutował 13 marca 2004 w zremisowanym 2:2 spotkaniu ze Spartakiem Moskwa. W Dynamie spędził sezon 2004, a potem wrócił do Sparty Praga, z którą w sezonie 2004/05 zdobył mistrzostwo Czech, a w sezonie 2005/06 Puchar Czech. W kolejnych latach Hašek grał w pierwszoligowej Marili Příbram, a także w piątoligowym FC Přední Kopanina, gdzie w 2008 roku zakończył karierę piłkarską.

## Kariera reprezentacyjna
W reprezentacji Czech Hašek zadebiutował 11 grudnia 1996 w wygranym 2:1 towarzyskim meczu z Nigerią. W latach 1996–2001 w drużynie narodowej rozegrał 14 spotkań.

## Życie prywatne
Ojciec Martina i Filipa Hašków, brat Dominika Haška.

## Sukcesy
Sparta Praga
- mistrzostwo Czech: 1997/98, 1998/99, 1999/00, 2000/01, 2004/05
- Puchar Czech: 2005/06

Austria Wiedeń
- mistrzostwo Austrii: 2002/03
- Puchar Austrii: 2002/03